# ФК Катор
ФК Катор (енгл. Kator FC) је фудбалски клуб из Јужног Судана из главног града Џубе. Основан је 1963. године и такмичи се у Првој лиги Јужног Судана. Своје утакмице игра на Стадиону у Џуби.